# Élections législatives de 1898 dans le Var
Les élections législatives de 1898 ont eu lieu les 8 et 22 mai.

## Députés élus
|   | Circonscription | Député sortant         |  | Groupe parlementaire | Député élu            |  | Groupe parlementaire |
| - | --------------- | ---------------------- |  | -------------------- | --------------------- |  | -------------------- |
| 1 | Brignoles       | Charles Rousse         |  | Extrême gauche       | Charles Rousse        |  | Radical-socialiste   |
| 2 | Draguignan      | Joseph-Auguste Jourdan |  | Extrême gauche       | Maurice Allard        |  | Union socialiste     |
| 3 | 1re de Toulon   | Jean-Baptiste Abel     |  | Gauche Radicale      | Prosper Ferrero       |  | Union socialiste     |
| 4 | 2e de Toulon    | Gustave Paul Cluseret  |  | Groupe nationaliste  | Gustave Paul Cluseret |  | Non inscrit          |

## Résultats à l'échelle du département
| Partis         | Partis                     | Premier tour | Premier tour | Deuxième tour | Deuxième tour | Sièges |
| Partis         | Partis                     | Voix         | %            | Voix          | %             | Sièges |
| -------------- | -------------------------- | ------------ | ------------ | ------------- | ------------- | ------ |
|                | Socialistes                | 20 393       | 41,65        | 27 803        | 51,24         | 3      |
|                | Radicaux                   | 14 150       | 28,90        | 15 288        | 28,18         | 0      |
|                | Radicaux socialistes       | 8 592        | 17,55        | 7 588         | 13,99         | 1      |
|                | Républicains progressistes | 3 178        | 6,49         |               |               | 0      |
|                | Monarchistes               | 2 139        | 4,37         | 3 579         | 6,60          | 0      |
|                | Ralliés                    | 507          | 1,04         |               |               | 0      |
|                |                            |              |              |               |               |        |
| Inscrits       | Inscrits                   | 85 186       | 100,00       | 85 060        | 100,00        | 4      |
| Votants        | Votants                    | 49 903       | 58,58        | 55 088        | 64,76         |        |
| Abstentions    | Abstentions                | 35 283       | 41,42        | 29 972        | 35,24         |        |
| Blancs et nuls | Blancs et nuls             | 944          | 1,89         | 830           | 1,51          |        |
| Exprimés       | Exprimés                   | 48 959       | 98,11        | 54 258        | 98,49         |        |

## Résultats par arrondissement

### Arrondissement de Brignoles
| Candidat       | Candidat       | Parti              | Premier tour | Premier tour | Deuxième tour | Deuxième tour |
| Candidat       | Candidat       | Parti              | Voix         | %            | Voix          | %             |
| -------------- | -------------- | ------------------ | ------------ | ------------ | ------------- | ------------- |
|                | Charles Rousse | Radical socialiste | 2 813        | 24,84        | 7 588         | 67,95         |
|                | Vignes         | Radical socialiste | 2 757        | 24,35        |               |               |
|                | Louis Martin   | Radical socialiste | 2 379        | 21,01        |               |               |
|                | De Castellane  | Monarchiste        | 2 139        | 18,89        | 3 579         | 32,05         |
|                | Ambard         | Socialiste         | 1 235        | 10,91        |               |               |
|                |                |                    |              |              |               |               |
| Inscrits       | Inscrits       | Inscrits           | 18 012       | 100,00       | 17 992        | 100,00        |
| Votants        | Votants        | Votants            | 11 470       | 63,68        | 11 570        | 64,31         |
| Abstention     | Abstention     | Abstention         | 6 542        | 36,32        | 6 422         | 35,69         |
| Blancs et nuls | Blancs et nuls | Blancs et nuls     | 147          | 1,28         | 403           | 3,48          |
| Exprimés       | Exprimés       | Exprimés           | 11 323       | 98,72        | 11 167        | 96,52         |

### Arrondissement de Draguignan
| Candidat       | Candidat               | Parti              | Premier tour | Premier tour | Deuxième tour | Deuxième tour |
| Candidat       | Candidat               | Parti              | Voix         | %            | Voix          | %             |
| -------------- | ---------------------- | ------------------ | ------------ | ------------ | ------------- | ------------- |
|                | Joseph-Auguste Jourdan | Radical            | 5 796        | 38,70        | 8 292         | 47,76         |
|                | Maurice Allard         | Socialiste         | 4 554        | 30,40        | 9 068         | 52,24         |
|                | Inguimbert             | Radical            | 3 985        | 26,61        |               |               |
|                | Engelfred              | Radical socialiste | 643          | 4,29         |               |               |
|                |                        |                    |              |              |               |               |
| Inscrits       | Inscrits               | Inscrits           | 25 183       | 100,00       | 25 080        | 100,00        |
| Votants        | Votants                | Votants            | 15 474       | 61,45        | 17 521        | 69,86         |
| Abstention     | Abstention             | Abstention         | 9 703        | 38,53        | 7 559         | 30,14         |
| Blancs et nuls | Blancs et nuls         | Blancs et nuls     | 496          | 3,21         | 161           | 0,92          |
| Exprimés       | Exprimés               | Exprimés           | 14 978       | 96,79        | 17 360        | 99,08         |

### Arrondissement de Toulon

#### 1ère circonscription
| Candidat       | Candidat           | Parti          | Premier tour | Premier tour | Deuxième tour | Deuxième tour |
| Candidat       | Candidat           | Parti          | Voix         | %            | Voix          | %             |
| -------------- | ------------------ | -------------- | ------------ | ------------ | ------------- | ------------- |
|                | Prosper Ferrero    | Socialiste     | 5 600        | 45,57        | 7 524         | 53,48         |
|                | Jean-Baptiste Abel | Radical        | 4 369        | 35,55        | 6 546         | 46,52         |
|                | Champagnac         | Socialiste     | 1 814        | 14,76        |               |               |
|                | Jaubert            | Rallié         | 507          | 4,13         |               |               |
|                |                    |                |              |              |               |               |
| Inscrits       | Inscrits           | Inscrits       | 21 261       | 100,00       | 21 261        | 100,00        |
| Votants        | Votants            | Votants        | 12 373       | 58,20        | 14 132        | 66,47         |
| Abstention     | Abstention         | Abstention     | 8 888        | 41,80        | 7 129         | 33,53         |
| Blancs et nuls | Blancs et nuls     | Blancs et nuls | 83           | 0,67         | 62            | 0,44          |
| Exprimés       | Exprimés           | Exprimés       | 12 290       | 99,33        | 14 070        | 99,56         |

#### 2ème circonscription
| Candidat       | Candidat              | Parti                    | Premier tour | Premier tour | Deuxième tour | Deuxième tour |
| Candidat       | Candidat              | Parti                    | Voix         | %            | Voix          | %             |
| -------------- | --------------------- | ------------------------ | ------------ | ------------ | ------------- | ------------- |
|                | Gustave Paul Cluseret | Socialiste               | 3 706        | 35,74        | 6 320         | 54,20         |
|                | Stroobant             | Socialiste               | 3 484        | 33,60        | 4 891         | 41,94         |
|                | Marguery              | Républicain progressiste | 3 178        | 30,65        |               |               |
|                | De Praneuf            | Radical                  |              |              | 450           | 3,86          |
|                |                       |                          |              |              |               |               |
| Inscrits       | Inscrits              | Inscrits                 | 20 730       | 100,00       | 20 727        | 100,00        |
| Votants        | Votants               | Votants                  | 10 586       | 51,07        | 11 865        | 57,24         |
| Abstention     | Abstention            | Abstention               | 10 144       | 48,93        | 8 862         | 42,76         |
| Blancs et nuls | Blancs et nuls        | Blancs et nuls           | 218          | 2,06         | 204           | 1,72          |
| Exprimés       | Exprimés              | Exprimés                 | 10 368       | 97,94        | 11 661        | 98,28         |